# والتر وودز (كاتب)
والتر وودز (بالإنجليزية: Walter Woods)‏ هو كاتب سيناريو أمريكي، ولد في 14 يناير 1881 في بنسيلفانيا في الولايات المتحدة، وتوفي في 7 ديسمبر 1942 في غلينديل في الولايات المتحدة.

## وصلات خارجية
- والتر وودز على موقع IMDb (الإنجليزية)
- والتر وودز على موقع ألو سيني (الفرنسية)
- والتر وودز على موقع أول موفي (الإنجليزية)
- والتر وودز على موقع قاعدة بيانات الأفلام السويدية (السويدية)
- والتر وودز على موقع قاعدة بيانات الفيلم (الإنجليزية)
- والتر وودز على موقع كينوبويسك (الروسية)